# أندرو بريمر
أندرو بريمر (بالإنجليزية: Andrew Bremer) هو لاعب كرة قدم أمريكي، ولد في 22 نوفمبر 1995 في غراند رابيدز في الولايات المتحدة.